# Smalgetingar
Smalgetingar (Stenodynerus) är ett släkte av steklar som beskrevs av Henri Saussure 1863. Enligt Catalogue of Life ingår smalgetingar i familjen Eumenidae, men enligt Dyntaxa är tillhörigheten istället familjen getingar.

## Dottertaxa till smalgetingar, i alfabetisk ordning[1][2]
- Stenodynerus abactus
- Stenodynerus accinctus
- Stenodynerus aequisculptus
- Stenodynerus ameghinoi
- Stenodynerus ammonia
- Stenodynerus anatropus
- Stenodynerus angustus
- Stenodynerus anormiformis
- Stenodynerus anormis
- Stenodynerus apache
- Stenodynerus araucanus
- Stenodynerus ascerbius
- Stenodynerus australis
- Stenodynerus baronii
- Stenodynerus beameri
- Stenodynerus bermudensis
- Stenodynerus bicolor
- Stenodynerus blandoides
- Stenodynerus blandus
- Stenodynerus blepharus
- Stenodynerus bluethgeni
- Stenodynerus brevis
- Stenodynerus canus
- Stenodynerus charanthis
- Stenodynerus chevrieranus
- Stenodynerus chinensis
- Stenodynerus chisosensis
- Stenodynerus chitgarensis
- Stenodynerus claremontenis
- Stenodynerus claviger
- Stenodynerus clypeopictus
- Stenodynerus cochisensis
- Stenodynerus columbaris
- Stenodynerus coniodes
- Stenodynerus convolutus
- Stenodynerus corallineipes
- Stenodynerus coreanus
- Stenodynerus coyotus
- Stenodynerus cyphosus
- Stenodynerus dentisquama
- Stenodynerus difficilis
- Stenodynerus ectonis
- Stenodynerus enyo
- Stenodynerus epagogus
- Stenodynerus fastidiosissimus
- Stenodynerus figulus
- Stenodynerus foxensis
- Stenodynerus frauenfeldi
- Stenodynerus fundatiformis
- Stenodynerus funebris
- Stenodynerus gemellus
- Stenodynerus gusenleitneri
- Stenodynerus haladaorum
- Stenodynerus heptneri
- Stenodynerus histrionalis
- Stenodynerus hoferi
- Stenodynerus huastecus
- Stenodynerus hybogaster
- Stenodynerus inca
- Stenodynerus incurvitus
- Stenodynerus innobilis
- Stenodynerus insularis
- Stenodynerus iolans
- Stenodynerus jurinei
- Stenodynerus kaszabi
- Stenodynerus kazakhstanicus
- Stenodynerus kennicottianus
- Stenodynerus krombeini
- Stenodynerus kurzenkoi
- Stenodynerus kusigematii
- Stenodynerus lacetanicus
- Stenodynerus laetus
- Stenodynerus laticinctus
- Stenodynerus licinus
- Stenodynerus lindemanni
- Stenodynerus lineatifrons
- Stenodynerus lissolobus
- Stenodynerus lixovestis
- Stenodynerus lucidus
- Stenodynerus luctuosus
- Stenodynerus maculicornis
- Stenodynerus malayanus
- Stenodynerus marii
- Stenodynerus maximus
- Stenodynerus mayorum
- Stenodynerus mayus
- Stenodynerus mendicus
- Stenodynerus microstictus
- Stenodynerus mimeticus
- Stenodynerus mimulus
- Stenodynerus monotuberculatus
- Stenodynerus montevidensis
- Stenodynerus morawitzi
- Stenodynerus morbillosus
- Stenodynerus muelleri
- Stenodynerus multicavus
- Stenodynerus mystecus
- Stenodynerus neotomitus
- Stenodynerus nepalensis
- Stenodynerus notabilis
- Stenodynerus noticeps
- Stenodynerus nudus
- Stenodynerus occidentalis
- Stenodynerus ochrogonius
- Stenodynerus oculeus
- Stenodynerus ogasawaraensis
- Stenodynerus opalinus
- Stenodynerus orenburgensis
- Stenodynerus otomitus
- Stenodynerus painteri
- Stenodynerus pannosus
- Stenodynerus papagorum
- Stenodynerus pappi
- Stenodynerus patagoniensis
- Stenodynerus patagonus
- Stenodynerus pavidus
- Stenodynerus peninsularis
- Stenodynerus perblandus
- Stenodynerus percampanulatus
- Stenodynerus peyroti
- Stenodynerus picticrus
- Stenodynerus platensis
- Stenodynerus proquinquus
- Stenodynerus pullus
- Stenodynerus pulvinatus
- Stenodynerus pulvivestis
- Stenodynerus punctifrons
- Stenodynerus rudus
- Stenodynerus rufipes
- Stenodynerus rufomaculatus
- Stenodynerus sapidus
- Stenodynerus scabriusculus
- Stenodynerus schrottkyi
- Stenodynerus similis
- Stenodynerus similoides
- Stenodynerus simulatus
- Stenodynerus sonoitensis
- Stenodynerus spinifer
- Stenodynerus steckianus
- Stenodynerus suffusus
- Stenodynerus superpendentis
- Stenodynerus taosoides
- Stenodynerus temoris
- Stenodynerus tepanecus
- Stenodynerus tergitus
- Stenodynerus toas
- Stenodynerus tokyanus
- Stenodynerus topolo
- Stenodynerus totonacus
- Stenodynerus trotzinai
- Stenodynerus undiformis
- Stenodynerus valliceps
- Stenodynerus ventones
- Stenodynerus vergesi
- Stenodynerus victoriae
- Stenodynerus williamsi
- Stenodynerus xanthianus
- Stenodynerus xanthomelas
- Stenodynerus yambarah